# يي (قومية)
شعب يي أو نوسوو (بالإنجليزية: Yi or Nuosuo people)‏ (المعروف تاريخيًا باسم لولو). مجموعة إثنية  في الصين وفيتنام وتايلاند. يبلغ تعدادهم تسعة ملايين نسمة، وهم سابع أكبر مجموعة من مجموعات الأقليات الإثنية الخمسة والخمسين المعترف بها رسميًا من قبل جمهورية الصين الشعبية. يعيشون بشكل أساسي في المناطق الريفية من سيتشوان ويونان وقويتشو وقوانغشي وعادة في المناطق الجبلية. تعد مقاطعة لانجشان يى ذاتية الحكم موطنًا لأكثر سكان يى داخل البر الرئيسي الصيني حيث يعيش مليونا شخص من شعب يى. وبالنسبة للبلدان الأخرى، حتى عام 1999 كان هناك 3300 شخص من الناطقين بلغة المانتسي «لو لو» يعيشون في مقاطعات ها زانغ، وكاو بانغ، ولاو كاي في شمال فيتنام.
يتحدث شعب يي لغات متنوعة من عائلة اللغات اللولوية المرتبطة ارتباطًا وثيقًا باللغة البورمية. تعتبر نوسو اللغة الأفصح، وهي المستخدمة في أبجدية يى.

## الموقع
من أصل أكثر من 9 ملايين نسمة يعيش أكثر من 4.5 مليون نسمة من شعب يي في مقاطعة يونّان، ويعيش 2.5 مليون نسمة في مقاطعة سيتشوان الجنوبية، ويعيش مليون نسمة في الجزء الشمالي الغربي من مقاطعة قويتشو. يعيش تقريبًا  كل شعب يي في مناطق جبلية، وغالبًا ما ينتشرون على جوانب المنحدرات الجبلية البعيدة عن مدن الصين.
يؤثر تفاوت ارتفاع مناطق يي بشكل مباشر على مناخ هذه المناطق وهطول الأمطار فيها. وهذه الاختلافات المذهلة تشكل الأساس للقول القديم بأن «الطقس مختلف على بعد بضعة أميال» في مناطق يي. يختلف سكان يي تبعًا لمناطقهم ما يجعل نمط حياتهم مميزًا عن الآخر.

## الثقافة

### العبودية
كان مجتمع يي التقليدي مقسومًا لأربع طبقات، طبقة يي الملونين  الارستقراطية  نوهوا، وطبقة يي البيض العوام كونوا ، والطبقة  آجيا، وطبقة  شاشي. يشكل يي الملونين نحو 7% من السكان في حين يشكل يي البيض 50% من السكان. لم تحصل علاقات زواج بين الطبقتين ودائمًا ما اعتُبر يى الملونين  ذوو مركز أعلى من يى البيض حتى لو كانوا أغنى أو ملكوا عبيدًا أكثر. عاش سكان يي البيض والملونين أيضًا في قرى منفصلة. لم يمارس شعب يي الملون الزراعة التي كان مارسها يي البيض والعبيد. كان يي الملونين مسؤولين فقط عن الأنشطة الإدارية والعسكرية. لم يكن يي البيض عبيدًا فعليًا، لكنهم عاشوا كخدم متعاقدين مع يي الملونين. كانت طبقة آجية تمثل 33 في المئة من التعداد. و كانوا مملوكين من كلا الطبقتين البيض والملونين وعملوا كعمال مأجورين بدرجة أقل من طبقة يي البيض . وكانت طبقة شاشي هي الطبقة الدنيا. كانوا عبيدًا وعاشوا مع ماشية أسيادهم ولم يمتلكوا أي حقوق. قد يتعرضون للضرب أو البيع أو القتل  بغرض الرياضة والتسلية. يتبع انتماء الطوائف الأربع لنظام النسب الأبوي. كان انتشار ثقافة العبيد واسعًا لدرجة أنه في بعض الأحيان كان يتم تسمية الأطفال تبعًا لعدد العبيد الذين يملكونهم. على سبيل المثال: لوربو (العديد من العبيد)، لوردا (العبيد الأقوياء)، لورشي (قائد العبيد)، لورنجي (مصدر العبيد)، لوربو (سيد العبيد)، لورها (مئة عبد)، جينو (الكثير من العبيد).

### الفولكلور
أشهر بطل في أساطير يي هو شينغي آلو. كان ابنًا لتنين ونسر وامتلك قوى خارقة للطبيعية مضادة للسحر ومناوئة للأشباح.  كان يمتطي حصانًا طائرا بتسعة أجنحة يُسمى «الأجنحة السماوية الطويلة». و كان يساعده طاووس وثعبان سحريان. كان الطاووس السحري يسمى شوتني فوبلي وكان يستطيع ان يصم آذان هؤلاء الذين يسمعون صراخه، ولكن إذا دعي إلى بيت احدهم، فإن هذا من شأنه أن يهلك الشر ويطرد الجذام. الثعبان كان يدعى بباهاكسا آيوسه وهُزم على يد شينغي آلو الذي تصارع معه في المحيط بعد أن تحول إلى تنين. وقيل إنه قادر على اكتشاف الجذام وعلاج السل والقضاء على الأوبئة. كما الشخصية الأسطورية الصينية  رامي السهام هو يي، يطلق شينغي آلو النار على الشمس لإنقاذ الناس. وفي ديانة يى البيموية، يساعد شينغي آلو قساوسة البيمو في علاج الجذام ومحاربة الأشباح.
وكان جيغوخيانو شبحًا يسبب الدوار وبطء الحركة والعته والقلق. وقد اتُهم الشبح بالتسبب بتلك العلل وأُجريت طقوس طرد الارواح لمكافحة الشبح.  شيّد البيمو عصي صغيرة مقدسة، الكيموبور، في موقع أداء الطقوس.

### الموسيقى
يعزف شعب يي عددًا من الآلات الموسيقية التقليدية، بما في ذلك الآلات الوترية المنحنية بالإضافة للآلات النفخية التي تسمى باوو (巴乌) ومابو (马布). ويعزف شعب يى أيضًا آلة هولو شنغ، وبخلاف الأقليات الأخرى في يونان لا يعزف شعب يي هولو شنغ لأغاني التودد والحب (آيشينغ) . الكوشين، وهي عبارة عن أداة صغيرة ذات أربع شعب تشبه قيثار اليهود، وكانت شائعة بين شعب ليانغشان يي. أغاني كوشين غالبًا ما تكون مرتجلة ومن المفترض أن تعكس حالة العازف أو البيئة المحيطة به.  يمكن أن تُؤدى أغاني كوشين في بعض الأحيان بشكل قصائد آيشينغ. يُعتبر رقص يي أكثر أشكال الأداء الموسيقي شيوعًا، إذ تُؤدى الرقصات غالباً أثناء العطلات الرسمية و/أو المهرجانات.

### الأدب
أمضت الفنانة كوليت فو، حفيدة لونغ يون الكبرى وقتها منذ عام 1996 حتى الآن وهي تصور مجتمع يي في إقليم يونان. إن سلسلة الكتب المنبثقة التي كتبتها بعنوان «نحن شعب التنين النمر» (بالإنجليزية: We are Tiger Dragon People) تتضمن صورًا للعديد من جماعات يي.

## الطب
إن شعب يي مشهور بانتقال الطب التقليدي بين الأجيال من خلال التقاليد الشفهية والسجلات المكتوبة. وقد حُفظ نظام الطب التقليدي الخاص بهم أكاديميًا. بما أن المقاطعة التي جُمعت منها البيانات الطبية الخاصة بشعب يي تحتوي أيضًا على الكهف الذي يحتوي على فرع حيوي لسلف مشترك أصيب بالسارس ومن المعروف أن الأشخاص الذين يعيشون في الكهوف المجاورة يظهرون عينات مصلية للإصابة السابقة بالسارس، اقتُرح أن يكون شعب يي قد بشكل متكرر لفيروس كورونا على مر تاريخهم، وتعلم بشكل غير مباشر التصدي من عدوى فيروس كورونا قبل قرون من الزمان، وأودع النتائج بسجل الأجيال المشترك للمؤشرات الطبية.

## شخصيات بارزة
- تشانغ ليين (1989-)، مغنية
- جايك جاني (1988-) مغنية
- لونغ يون (1884-1962)، حاكم مقاطعة يونان وأمير الحرب فيها
- لو هان (1895-1974)، جينرال ومحافظ مقاطعة يونان